# La Presa, Huaniqueo
La Presa är en ort i Mexiko.   Den ligger i kommunen Huaniqueo och delstaten Michoacán de Ocampo, i den centrala delen av landet, 260 km väster om huvudstaden Mexico City. La Presa ligger 2 035 meter över havet och antalet invånare är 167.
Terrängen runt La Presa är kuperad åt nordost, men åt sydväst är den platt. Runt La Presa är det ganska tätbefolkat, med 139 invånare per kvadratkilometer. Närmaste större samhälle är Coeneo de la Libertad, 11,0 km sydväst om La Presa. I omgivningarna runt La Presa växer huvudsakligen savannskog.